# Himopolynema hishimonus
Himopolynema hishimonus är en stekelart som beskrevs av Taguchi 1977. Himopolynema hishimonus ingår i släktet Himopolynema och familjen dvärgsteklar. Inga underarter finns listade i Catalogue of Life.